# Examiner
Examiner é uma companhia de mídia sediada em Denver, Colorado, Estados Unidos.